# Peperomia eggersii
Peperomia eggersii är en pepparväxtart som beskrevs av C. Dc.. Peperomia eggersii ingår i släktet peperomior, och familjen pepparväxter. Inga underarter finns listade i Catalogue of Life.